# 734 v.Chr.
Het jaar 734 v.Chr. is een jaartal volgens de christelijke jaartelling.

## Gebeurtenissen

### Klein-Azië
- Koning Rusa I (734 - 714 v.Chr.) regeert over het koninkrijk Urartu.
- Rusa I sluit een vredesverdrag met de Frygische koning Midas.

### Assyrië
- Koning Tiglath-Pileser III verslaat een coalitie van opstandige vazalstaten Ashkelon, Gaza, Israël, Tyrus en Sidon.

### Babylonië
- Nabu-nadin-zeri volgt zijn vader op als koning van Babylon.

### Italië
- Griekse kolonisten uit Korinthe stichten de stad Syracuse.

## Overleden
- Nabonassar van Babylonië[1]